# Municipio de Congress (condado de Morrow)
El municipio de Congress (en inglés: Congress Township) es un municipio ubicado en el condado de Morrow en el estado estadounidense de Ohio. En el año 2010 tenía una población de 2701 habitantes y una densidad poblacional de 32,94 personas por km².

## Geografía
El municipio de Congress se encuentra ubicado en las coordenadas 40°35′40″N 82°44′16″O / 40.59444, -82.73778. Según la Oficina del Censo de los Estados Unidos, el municipio tiene una superficie total de 82.01 km², de la cual 81,21 km² corresponden a tierra firme y (0,98 %) 0,8 km² es agua.

## Demografía
Según el censo de 2010, había 2701 personas residiendo en el municipio de Congress. La densidad de población era de 32,94 hab./km². De los 2701 habitantes, el municipio de Congress estaba compuesto por el 97,56 % blancos, el 0,26 % eran afroamericanos, el 0,22 % eran amerindios, el 0,3 % eran asiáticos, el 0,22 % eran de otras razas y el 1,44 % eran de una mezcla de razas. Del total de la población el 0,85 % eran hispanos o latinos de cualquier raza.